# تیسکی برگندی
تیسکی برگندی (به لاتین: Tyszki-Bregendy) یک منطقهٔ مسکونی در لهستان است که در Gmina Szydłowo, Masovian Voivodeship واقع شده‌است.

## خصوصیات
تیسکی برگندی ۷۰ نفر جمعیت دارد.